# Julia O'Faolain
Julia O'Faolain (Londra, 6 giugno 1932 – 27 ottobre 2020) è stata una scrittrice irlandese. Il suo romanzo No Country for Young Men è stato candidato al Booker Prize nel 1980.

## Biografia

### Infanzia e adolescenza
Figlia degli scrittori irlandesi Seán Ó Faoláin e Eileen Gould, Julia nacque a Londra nel 1932. L'anno successivo, la sua famiglia tornò in Irlanda. Julia trascorse l'infanzia nella contea di Wicklow, dove entrò in contatto con intellettuali e figure di rilievo della letteratura irlandese, tra cui lo scrittore ed amico di famiglia Frank O'Connor. A Wicklow, fece amicizia anche con il giovane Garret FitzGerald, futuro capo del governo irlandese. Il loro legame ispirò il libro della madre Eileen The Little Black Hen, i cui protagonisti si chiamano Julie e Garret. Nel 1938, Julia O'Faolain si trasferì con i genitori e la zia Kate a Killiney, nella contea di South Dublin, in una casa costruita appositamente per loro che chiamarono Knockaderry. In quello stesso anno nacque suo fratello Stephen. Julia trascorse alcune estati della sua infanzia sul lago di Gougane Barra, nella contea di Cork, dove i genitori si erano conosciuti, e lì migliorò la sua conoscenza del gaelico. Nel 1940 il padre, Seán O'Faolain, fondò la rivista The Bell, la cui sede era l'edificio detto The Hut, nei pressi della casa della famiglia O'Faolain. Questa divenne dunque un punto di ritrovo, specialmente nelle cosiddette domeniche "a porta aperta" (open-house Sundays), per intellettuali, attivisti politici e scrittori, tra cui Frank O'Connor, Patrick Kavanagh e Harry Craig.
Julia O'Faolain fu istruita a casa dalla madre fino agli otto anni, quando entrò in un istituto delle suore di Loreto, a Dalkey, dove trovò un clima di repressione e chiusura mentale. Per questo motivo, i genitori la iscrissero successivamente in un altro istituto, quello delle suore del Sacro Cuore di Monkstown. Questa scuola diede a Julia l'opportunità di trascorrere quattro estati, a partire da quella del 1947, con una famiglia francese vicino Chambéry, sulle montagne della Savoia, per migliorare il suo francese.
A diciassette anni sostenne l'esame di stato ed entrò all'University College di Dublino dove studiò Lingue Moderne, in particolare l'inglese, il francese e l'italiano. Durante il percorso di laurea, ottenne una borsa di studio grazie alla quale poté seguire, per tre anni, i corsi estivi dell'Università per Stranieri di Perugia. Lì conobbe delle ragazze irlandesi sposate con italiani e dall'idea del matrimonio tra irlandesi ed italiani nacque l'ispirazione per il racconto Man in the Cellar, pubblicato nel 1974 nell'omonima raccolta.

### Il periodo romano
Grazie ad una borsa di studio, tra il 1952 e il 1953, studiò presso l'Università di Roma La Sapienza. A Roma alloggiò dapprima in una pensione gestita dalle suore nei pressi del Pantheon e frequentò la Chiesa del Gesù. In seguito, per avere una maggiore libertà rispetto alle regole imposte dalle suore, Julia affittò una stanza con trattamento di mezza pensione nel quartiere Prati. Il soggiorno romano è ricordato dalla scrittrice come un periodo spensierato ed entusiasmante, incorniciato dall'eleganza della città e caratterizzato dall'incontro di numerosi intellettuali ed artisti. Strinse un legame di amicizia con il pittore irlandese Edward McGuire. Inoltre, conobbe lo scrittore e politico Ignazio Silone, sposato con l'irlandese Darina Laracy, e fu più volte ospite nella loro casa nel quartiere Nomentano. A sua volta, la coppia visitò la famiglia di Julia a Knockaderry.

### Parigi e la Sorbona
Tornata a Dublino nel 1953, Julia ottenne una borsa di studio dell'Università Nazionale d'Irlanda della durata di due anni per studiare all'estero e scelse come meta la Sorbona di Parigi. Lì, il suo interesse per il teatro, la spinse ad assistere a spettacoli in vari teatri della capitale francese. Una sera, essendo tornata troppo tardi dal teatro, fu espulsa dalla residenza dove alloggiava, il Foyer International de la Jeune Fille sul boulevard Saint-Michel. Andò dunque ad abitare con altre tre ragazze irlandesi in un attico sull'Île Saint-Louis e successivamente affittò una stanza privata. Alla Sorbona si laureò con una tesi sul regista teatrale francese Gaston Baty.

### Gli inizi della carriera da scrittrice
In seguito, si trasferì a Londra, dove lavorò come supplente in diverse scuole della città, mentre la sera lavorava in un bar nei pressi di Victoria Station. In quel periodo, iniziò a lavorare come traduttrice presso il Consiglio d'Europa a Strasburgo. Per questo motivo, si recò spesso a Strasburgo quando il Parlamento europeo era in sessione. Inoltre, iniziò a ricevere molte lettere da parte del padre, che la spronava a dedicarsi alla scrittura. Fu così che cominciò la sua carriera da scrittrice, con un radiodramma trasmesso dalla BBC, ispirato ad un collegio per ragazze dove l'autrice aveva insegnato. Successivamente, scrisse dei racconti pubblicati sul New Yorker e su Vogue America.

### Tra Italia e Stati Uniti
A maggio 1957, terminato il lavoro come traduttrice a Strasburgo, Julia visitò con i genitori la campagna Toscana. Al termine della vacanza, su consiglio dei genitori, si stabilì a Firenze per dedicarsi alla scrittura. Fu nel capoluogo toscano che, il giorno del suo venticinquesimo compleanno, conobbe il suo futuro marito, lo storico americano Lauro Martines, che stava scrivendo la tesi di dottorato per Harvard e svolgendo ricerche nell'Archivio di Stato di Firenze.
Nel 1958, i due si spostarono a Portland, in Oregon, dove Julia lavorò come insegnante di francese al Reed College. Nel 1959 nacque il figlio Lucien. Lauro, dopo aver pubblicato il suo primo libro, ottenne un finanziamento per continuare le sue ricerche a Firenze. Così, la famiglia visse lì tra il 1962 e il 1966. In quel periodo, Julia lavorò come traduttrice ed insegnante e si dedicò, inoltre, alla scrittura. Nel 1966, quando Lauro ottenne una cattedra all'Università della California, la famiglia si spostò a Los Angeles.

### Gli ultimi anni
Negli anni Novanta, la famiglia comprò una casa a Londra, dove Julia e Lauro trascorsero sempre più tempo, visitando spesso l'Irlanda.
Julia O'Faolain morì a Londra il 27 ottobre 2020.
È stata membro dell'associazione di artisti irlandesi Aosdána.

## Vita privata
Durante i due anni di permanenza a Parigi, Julia O'Faolain intraprese una relazione con uno studente di medicina di origine algerina; tuttavia, i genitori di Julia tentarono di convincerla a lasciare il ragazzo. La relazione finì, per altri motivi, una volta che lei tornò in Irlanda.
Nel 1957 a Firenze conobbe lo storico Lauro Martines con cui si sposò, contro la volontà dei propri genitori, nel novembre dello stesso anno, dopo cinque mesi di frequentazione. Nel 1959 nacque loro figlio, Lucien, che oggi è un pittore.
La vita familiare di Julia fu segnata dai tradimenti del padre, che ebbe relazioni extraconiugali con le scrittrici Elizabeth Bowen e Honor Tracy.

## Tematiche e cifra stilistica
Nelle sue opere, Julia O'Faolain affronta temi relativi alla religione, alla politica e alla parità di genere attraverso personaggi femminili che tentano di affermare il proprio ruolo nella società. Mediante la satira e il sarcasmo, O'Faolain denuncia l'ipocrisia della società e la repressione attuata nei confronti delle donne. Anche l’Irlanda ha un altro ruolo centrale nelle sue opere, che esprimono il disagio generazionale dei giovani irlandesi, insofferenti del conservatorismo del proprio Paese. L’autrice sottolinea la differenza tra gli altri stati in cui ha vissuto, in cui iniziavano a diffondersi ideali di libertà ed anticonformismo, e l’Irlanda, oppressa dalla soffocante influenza della Chiesa cattolica.

## Opere

### Romanzi
- Godded and Codded (1970)
- Women In The Wall (1973)
- No Country for Young Men (1980)
- The Obedient Wife (1982)
- The Irish Signorina (1984)
- The Judas Cloth (1992)
- Hercules and the Night-watchman (inedito in inglese)
  - Ercoli e il guardiano notturno, tr. di Ileana Pittoni, Roma, Editori Riuniti, 1999, ISBN 9788835947004
- Adam Gould (2009)

### Raccolte di racconti
- We Might See Sights! (1968)
- Man in the Cellar (1974)
- Melancholy Baby (1978)
- Daughters of Passion (1982)

### Traduzioni
Come Julia Martines ha tradotto:
- Gene Brucker, Two Memoirs of Renaissance Florence: The Diaries of Buonaccorso Pitti and Gregorio Dati, New York, Harper & Row, 1967.
- Piero Chiara, A Man of Parts, Boston, Little, Brown and Company, 1968.

Inoltre, ha scritto l'autobiografia Trespassers: A Memoir (2013) e ha editato insieme al marito Lauro Martines Not in God's Image: Women in History from the Greeks to the Victorians (1973).

## Premi
- Booker Prize: 1980 - nella shortlist con No Country for Young Men